# Ют (кузов)

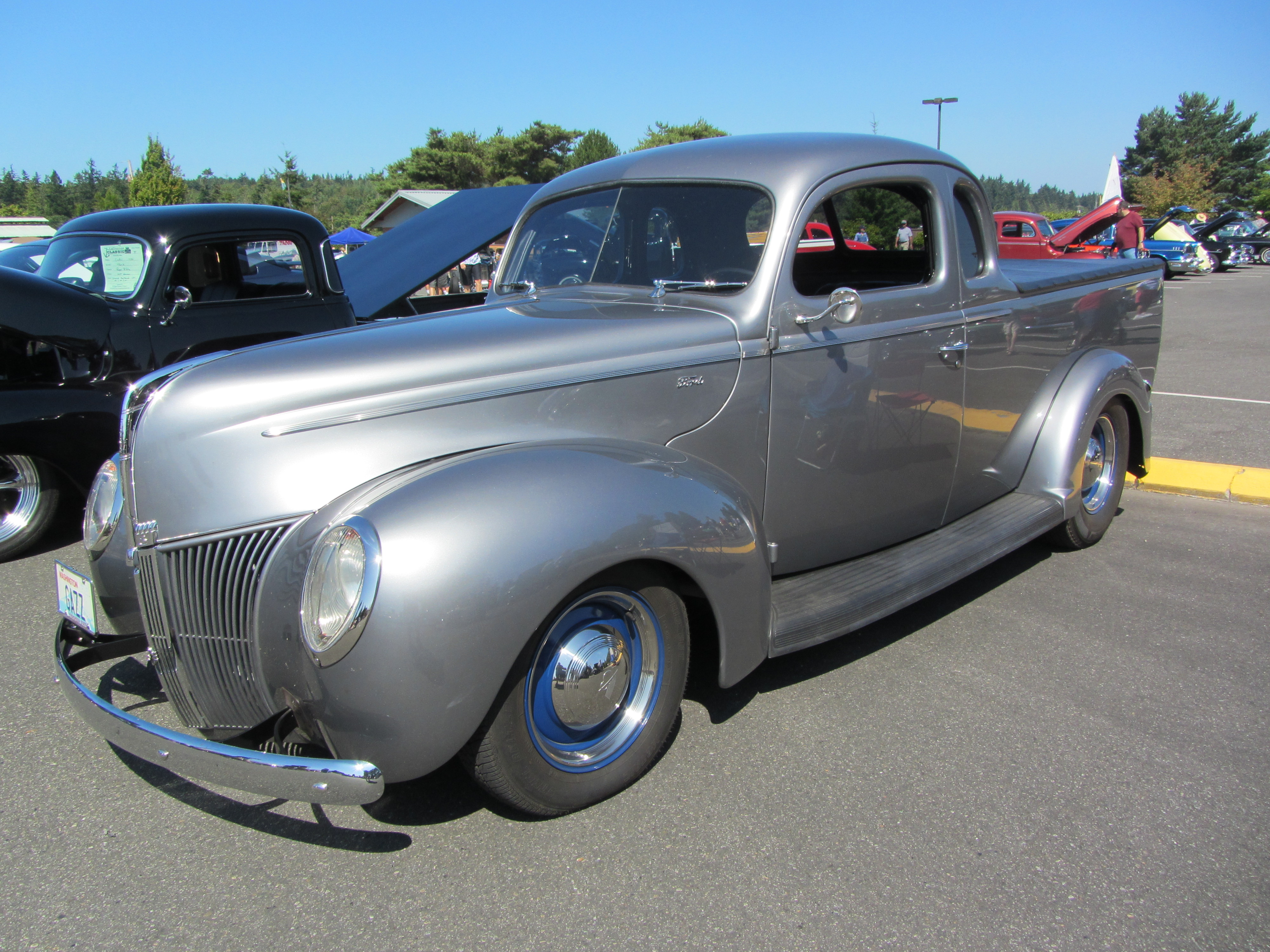
Ford Coupe Utility 1939 года

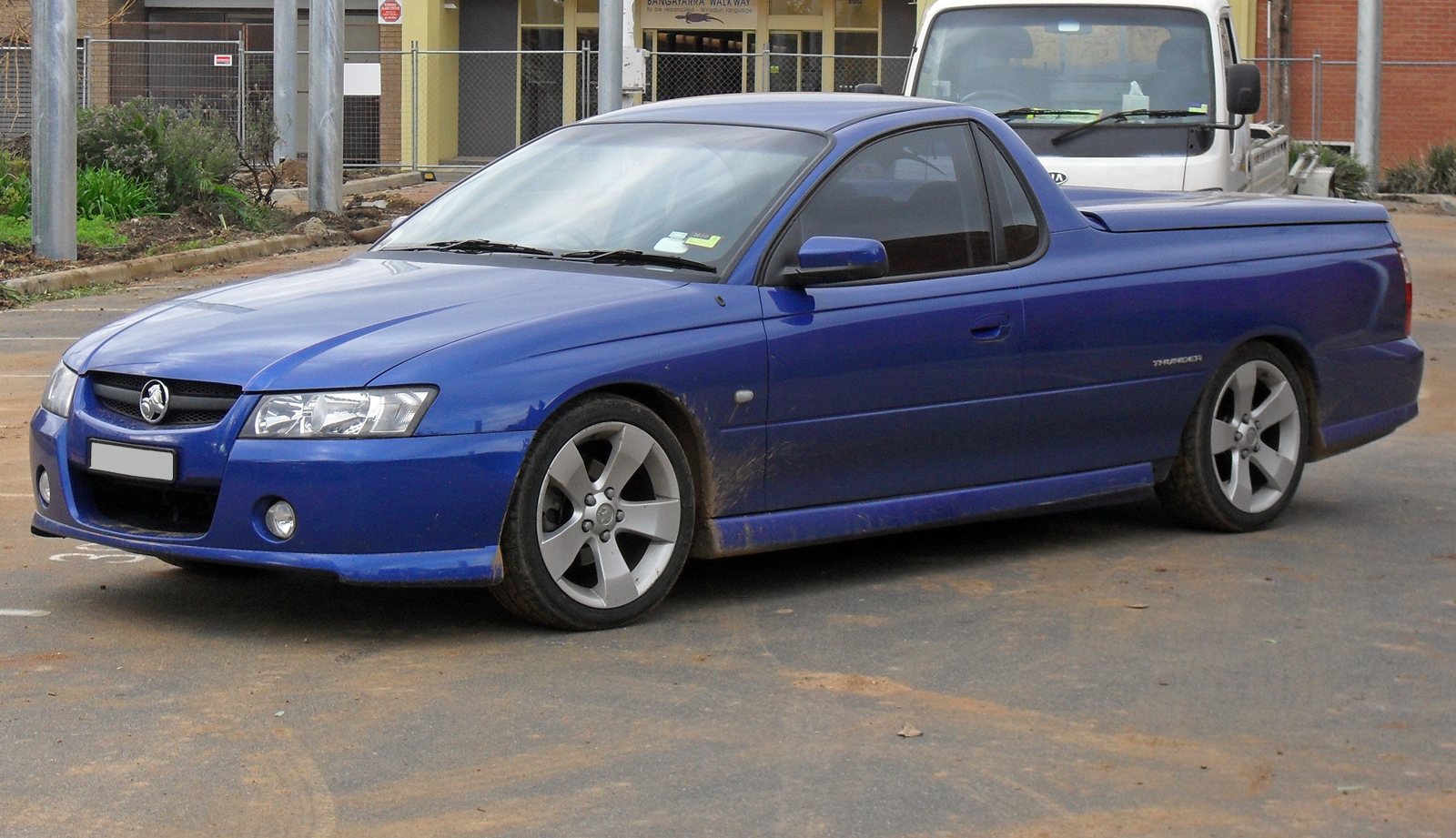
Holden Ute 2002 года

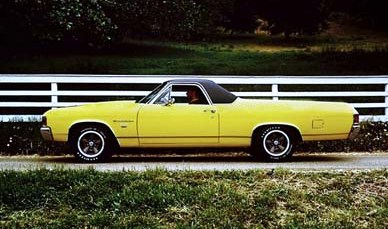
Chevrolet El Camino 1972 года

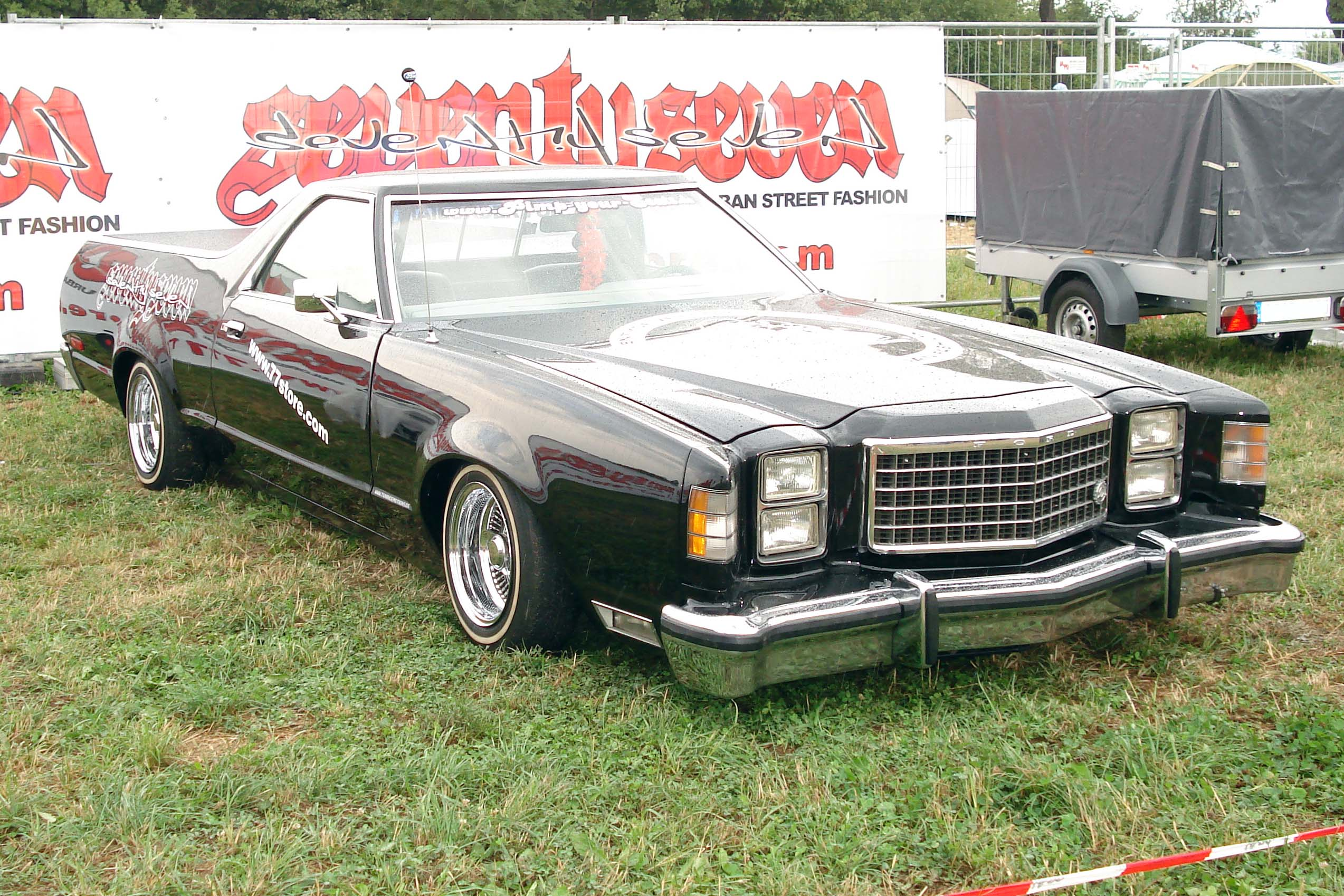
Ford Ranchero 1977 года

Ют (англ. Ute) — разговорное название пикапов в стиле «Coupé utility», представляет собой лёгкий коммерческий автомобиль с открытой грузовой платформой. В отличие от классических пикапов передняя часть юта оформлена в стиле двухдверного купе (отсюда и название стиля «Coupé utility»). Классический пример автомобиля в этом стиле — Chevrolet El Camino, а также более современный австралийский Holden Ute.

## История появления
Первые пикапы Ford Model T и Ford Model A (1927) создавались на базе седанов путём установки грузовой платформы за усечённой до водительского сиденья кабиной и могут быть признаны отправной точкой в создании ютов.
Ford Australia была первой компанией, которая стала производить юты. Толчком к разработке и производству подобных автомобилей послужило письмо от жены фермера Джипсленда из штата Виктория (Австралия), полученное Ford Australia в 1932 году. Она спрашивала «Можете ли вы построить мне автомобиль, на котором мы можем поехать в церковь в воскресенье и не промокнуть в дождь, а мой муж его мог использовать для перевозки свиней на рынок в понедельник?» Молодой дизайнер Ford Лью Бандт заинтересовался этой идей и разработал подходящее решение, взяв за основу купе 1933 года, переработал раму модели для того, чтобы она справлялась с усиленными нагрузками, возникающими при перевозке грузов. Полученный прототип оказался успешным, и первый серийный ют «Ford Coupe Utility» был выпущен в 1934 году.
Holden, австралийский филиал General Motors, также в 1935 году выпустил ют Chevrolet, а Studebaker выпускал Coupe Express с 1937 по 1939 годы, но юты массово не производились на территории США до представления на североамериканском рынке в 1957 году Ford Ranchero, создавшего новый сегмент рынка.
В 1951 году компания «Холден», к тому времени уже принадлежавшая Дженерал Моторс, выпустила свой первый ют. Он был построен на базе седана 48-215. С тех пор и «Форд» и «Холден» продолжают активно развивать это направление на австралийском рынке.
В 1955 году Chevrolet создало новый бренд малотоннажных пикапов — Cameo Carrier, в котором можно заметить отдельные предпосылки будущих ютов, реализованный в Chevrolet El Camino и Ford Ranchero — дизайн, напоминавший стиль легковых автомобилей, задние крылья из стекловолокна, двухцветная окраска, относительно роскошный (для пикапа) интерьер, а также в качестве опций — двигатель V8, автоматическая коробка передач и усилитель руля.
В Северной Америке пикапы в стиле Ute появились лишь в 1957 году — Форд выпустил в продажу Ford Ranchero. В ответ на успех своего конкурента Chevrolet, подразделение General Motors, в 1959 году выпустило Chevrolet El Camino. В 1978 году к нему присоединился его двойник, названный GMC Sprint, позднее названный GMC Caballero. В Мексике эта модель продавалась как Chevrolet Conquistador. В 1980-х годах продажи сoupe utility начали падать и в немилость попали Volkswagen Caddy, Dodge Rampage/Plymouth Scamp и Chevrolet El Camino (Ранчеро же прекратил выпускаться ещё в 1979 году).
В начале 1980-х Subaru предлагает модель Subaru BRAT, с 2003 по 2006 год выпускается Subaru Baja.

## Автомобили в стиле «Coupé utility»
- 1968—1971 Austin 1800 Utility (Австралия)
- 1954—1971 Austin Cambridge Coupe Utility
- 1959—1960, 1964—1987 Chevrolet El Camino
- 2001— по настоящее время Chevrolet Montana
- 1965—1977 Chrysler Valiant utility/Dodge utility (Australia)
- 1958—1961 Chrysler Wayfarer (Australia)
- 1991—1995 Daihatsu Mira P1/Miracab
- 1956—1957 DeSoto Diplomat (Австралия)
- 1956—1957 Dodge Kingsway (Австралия)
- 1982—1984 Dodge Rampage
- 1941—1949 1941 Ford (Только в Австралии)
- 1949—1951 1949 Ford (Только в Австралии)
- 1946—1953 Ford Anglia Coupe Utility (Австралия)
- 1983—2011 Ford Bantam
- 1998—2013 Ford Courier (Бразилия)
- 1961—2016 Ford Falcon Ute (Австралия)[3]
- 1973—1991 Ford Falcon Ranchero (Аргентина)
- 1946—1948 Ford Prefect (Только в Австралии)
- 1953—1955 Ford Popular 103E (Австралия)
- 1952—1959 Ford Mainline Utility (Только в Австралии)
- 1957—1979 Ford Ranchero
- 1956—1962 Ford Zephyr Mark II Coupe Utility (Только в Австралии)
- 1988—2017 Holden Commodore Ute[4]
- 1951—1968 Holden Utility
- 1975—1990 Hyundai Pony
- 1963—1972 Isuzu Wasp
- 1973—1981 Kia Brisa pickup
- 1989—2002 Mazda Rustler (rebadged 2nd generation Ford Bantam)
- 1965—1971 Mitsubishi Colt 800
- 1971—1980 Morris Marina pickup[5][6]
- 1971—2008 Nissan Sunny Truck/«Bakkie»
- 1993—2010 Opel Corsa pickup/Utility
- 1982—1984 Plymouth Scamp
- 2002—2010 Proton Arena / Proton Jumbuck
- 1950—1964 Standard Vanguard (продавался также как «Standard Pick-up Truck»)[7]
- 2002—2006 Subaru Baja
- 1978—1993 Subaru BRAT/Brumby/Shifter/MV/Targa
- 1983—1988 Suzuki Mighty Boy
- 1962—1971 Toyopet/Toyota Crown Masterline pickup
- 1952—1957 Vauxhall Wyvern (Австралия)

## Автомобили с кузовом «Coupé utility» в кино
- «Сестрички-зажигалки» (англ. The Banger Sisters) (2002 года) - Chevrolet El Camino`85
- «Меня зовут Эрл» (англ. My Name Is Earl) - (с 2005 по 2009 год) Chevrolet El Camino`73
- "El camino"  (англ. El Camino: A Breaking Bad Movie) (2019 года)

```
    "Враг государства" ( Enemy of the State )(1998 года) 
```